# Зоркий-5
Зо́ркий-5 — советский дальномерный фотоаппарат, выпускался Красногорским механическим заводом с 1958 по 1959 год.
«Зоркий-5» — недорогая модель, пришедшая на смену первым «Зорким».
«Зорких-5» всего было выпущено 236 502 шт. Среди которые существовали и редкие экземпляры.
Разные выпуски отличались различным написанием логотипа и незначительными внешними различиями.
Как утверждает сайт Красногорского механического завода, «Зоркий-5» был унифицирован с однообъективным зеркальным фотоаппаратом «Зенит-3».
Тем не менее, в конструкции «Зоркого-5» использованы детали от выпускавшихся ранее камер «Зоркий», «Зоркий-С», «Зоркий-2», «Зоркий-2С». Корпус фотоаппарата «Зоркий-5» практически идентичен корпусу первого «Зоркого», нижние крышки взаимозаменяемы.

## Технические характеристики
- Тип применяемого фотоматериала — перфорированная фотокиноплёнка шириной 35 мм (фотоплёнка типа 135) в стандартных кассетах. Возможно применение двухцилиндровых кассет с раздвижной щелью.
- Размер кадра — 24×36 мм.
- Корпус — литой из алюминиевого сплава, со съёмной нижней крышкой. Зарядка плёнки снизу.
- Курковый взвод затвора и перемотка плёнки.
- Фотографический затвор шторный, с горизонтальным движением матерчатых шторок.
- Штатный объектив — «Индустар-50» 3,5/50 или «Юпитер-8» 2/50 (как правило, экспортная комплектация). На аппаратах ранних выпусков устанавливался тубусный «Индустар-50» 3,5/50. Крепление — резьбовое соединение M39×1/28,8.
- Дальномер с базой 65 мм.
- Видоискатель с диоптрийной коррекцией, совмещён с дальномером, увеличение окуляра 0,6×.
- Диапазон выдержек от 1/500 сек до 1/25 сек и «В».
- Обойма для крепления сменного видоискателя и фотовспышки. Два синхроконтакта «Х» и «М» (для электронной и химической фотовспышки).
- Автоспуск отсутствует.
- Резьба штативного гнезда — 3/8 дюйма.

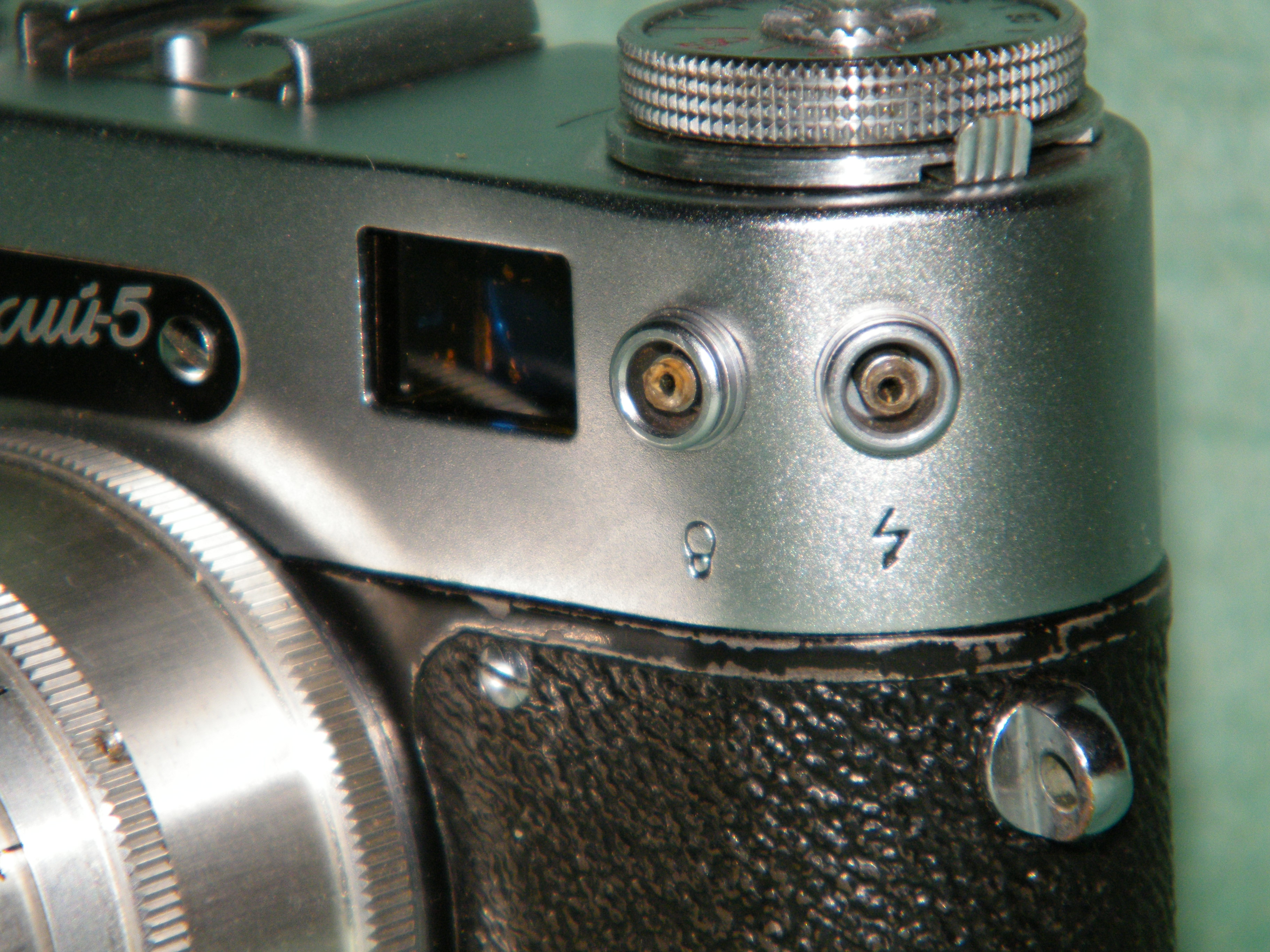
«Зоркий-5» оснащён двумя синхроконтактами.
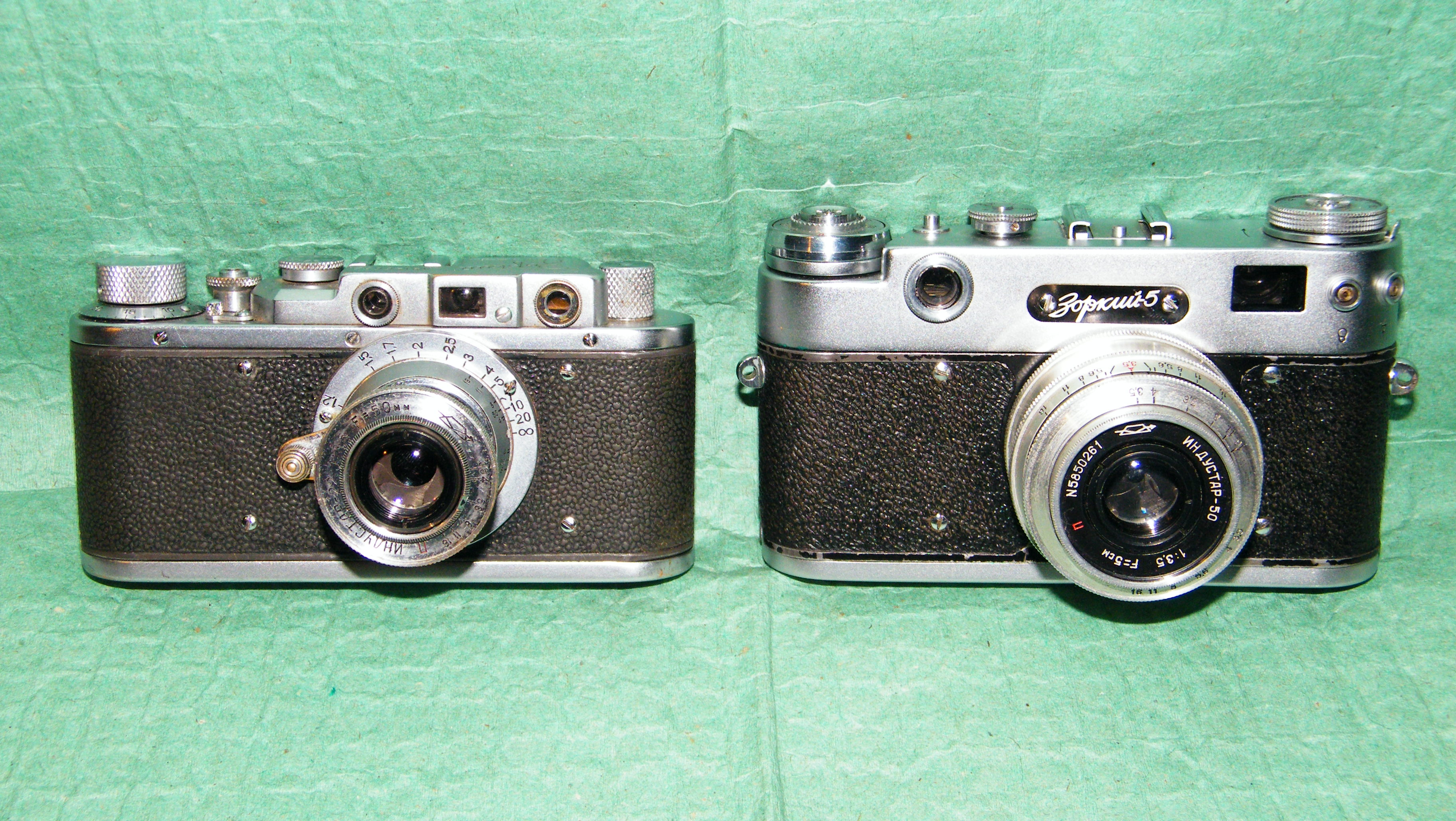
«Зоркий» и «Зоркий-5».
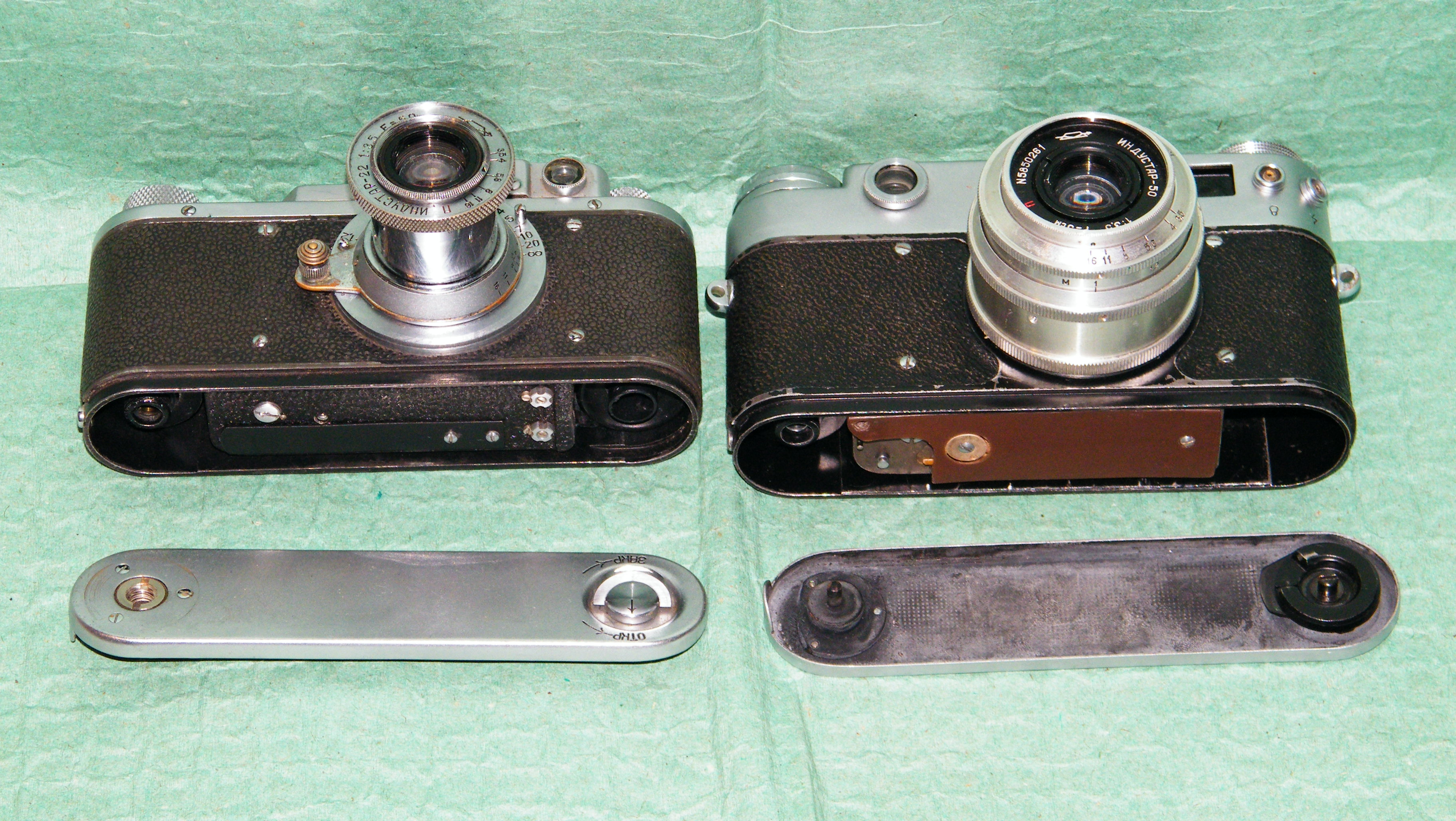
Нижняя зарядка фотоплёнки.
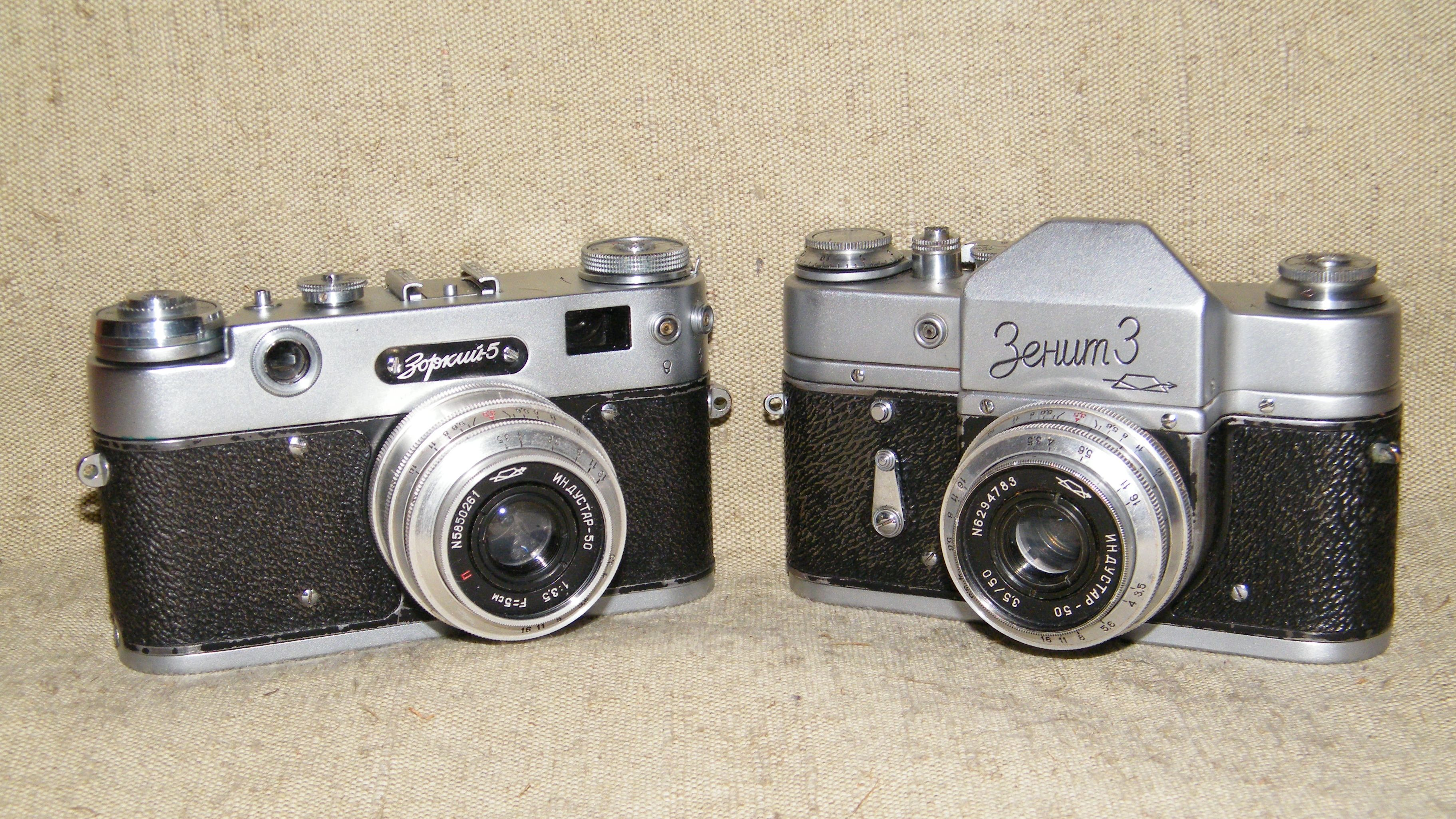
Однообъективный зеркальный фотоаппарат «Зенит-3» (1960—1962) унифицирован по многим узлам с «Зорким-5»

## «Зоркий-6»
«Зоркий-5» и «Зоркий-6», похожесть и различие
С 1959 по 1966 год на КМЗ выпускался дальномерный фотоаппарат «Зоркий-6», внешне очень похожий на «Зоркий-5». Но «Зоркий-6» был сконструирован с другим корпусом — изготовленным методом литья из алюминиевого сплава с откидывающейся на петлях задней стенкой. «Зоркий-6» был унифицирован с однообъективным зеркальным фотоаппаратом «Зенит-3М» («Кристалл»). В новую дальномерную камеру был добавлен автоспуск, усовершенствован механизм взвода затвора и перемотки плёнки. Количество выпущенных «Зорких-6» — 385 207 шт.